# Élections législatives italiennes de 1897
Les élections législatives italiennes de 1897 (en italien : Elezioni politiche italiane del 1897) ont eu lieu du 21 mars 1897 au 28 mars 1897.

## Partis et chefs de file
| Parti | Parti                     | Idéologie                              | Chef de file      |
| ----- | ------------------------- | -------------------------------------- | ----------------- |
|       | Gauche historique         | Libéralisme, Centrisme                 | Giovanni Giolitti |
|       | Droite historique         | Conservatisme, Monarchisme             | Antonio di Rudinì |
|       | Extrême gauche historique | Radicalisme, Républicanisme            | Felice Cavallotti |
|       | Parti républicain italien | Républicanisme, Radicalisme            | Giovanni Bovio    |
|       | Parti socialiste italien  | Socialisme, Socialisme révolutionnaire | Filippo Turati    |

## Résultats
| Parti                               | Parti                               | Voix      | %     | Sièges | +/-        |
| ----------------------------------- | ----------------------------------- | --------- | ----- | ------ | ---------- |
|                                     | Gauche historique                   | 799 517   | 64,37 | 327    | 7          |
|                                     | Droite historique                   | 242 090   | 19,49 | 99     | 5          |
|                                     | Extrême gauche historique           | 103 043   | 8,27  | 42     | 5          |
|                                     | Parti républicain italien           | 60 833    | 4,92  | 25     |            |
|                                     | Parti socialiste italien            | 37 245    | 2,95  | 15     | stagnation |
| Votes invalides/blancs              | Votes invalides/blancs              | 41 911    |       |        |            |
| Total                               | Total                               | 1 241 486 | 100,0 | 508    | stagnation |
| Électeurs enregistrés/participation | Électeurs enregistrés/participation | 2 120 909 | 58,54 |        |            |